# Stavernsøya
Stavernsøya est une île de la commune de Larvik, dans le comté de Vestfold en Norvège.

## Description
L'île fait face à Stavern. À l'époque de la marine à voile (XVIIe et XVIIIe siècles), les navires étaient préparés et vidés de leur ballast sur Stavernsøya. Après 1860, des brise-lames ont été construits de Stavernsøya à Citadeløya et à Torkildsøya. Ils ont également été utilisés par les Allemands pendant la Seconde guerre mondiale.
Le port de la forteresse au nord fut le port de base de Peter Wessel Tordenskiold. Un cimetière, probablement ancien, existe également sur l'île. Il est situé dans la plaine du côté nord de Torkildsøya. Entre elle et l'île de Citadeløya se trouve une baie qui porte le nom de "Kjærgårdsbukta" après que l'île ait été utilisée comme lieu de sépulture. On dit que Tordenskjold y a enterré ses morts. Une grande pierre commémorative a été érigée sur le site en 1980 pour le 200e anniversaire de sa naissance.
En 1874, le phare de Stavernsodden  est construit du côté est. En 1984, le phare a été automatisé et dépeuplé. Il appartient à l'Administration côtière norvégienne. L'Institut météorologique norvégien a utilisé le phare comme lieu de villégiature jusqu'en 2008.